# 25082 Вільямходж
25082 Вільямходж (25082 Williamhodge) — астероїд головного поясу, відкритий 15 вересня 1998 року.
Тіссеранів параметр щодо Юпітера — 3,307.